# Élections municipales de 2003 en Chaudière-Appalaches
Les élections municipales québécoises de 2003 se déroulent le 2 novembre 2003. Elles permettent d'élire les maires et les conseillers de chacune des municipalités locales du Québec, ainsi que les préfets de quelques municipalités régionales de comté.

## Chaudière-Appalaches

### Beaulac-Garthby
| Poste/District                                            | Élu              | Type d'élection |
| --------------------------------------------------------- | ---------------- | --------------- |
| Maire                                                     | Jean Binette     | Scrutin         |
| 4                                                         | Richard Gagné    | Sans opposition |
| 5                                                         | Isabelle Roberge | Scrutin         |
| Électeurs : 996 Votants : 678 Taux de participation: 68 % |                  |                 |

### Cap-Saint-Ignace
| Poste/District                                           | Élu                  | Type d'élection |
| -------------------------------------------------------- | -------------------- | --------------- |
| 2                                                        | Marie-France Lacombe | Sans opposition |
| 4                                                        | Raynald Coulombe     | Sans opposition |
| 5                                                        | Michael Langlois     | Sans opposition |
| Électeurs : n/a Votants : n/a Taux de participation: n/a |                      |                 |

### Dosquet
| Poste/District                                           | Élu           | Type d'élection |
| -------------------------------------------------------- | ------------- | --------------- |
| 1                                                        | René Grenier  | Sans opposition |
| 2                                                        | Gaétan Labbé  | Sans opposition |
| 4                                                        | André Lafleur | Sans opposition |
| Électeurs : n/a Votants : n/a Taux de participation: n/a |               |                 |

### Honfleur
| Poste/District                                           | Élu             | Type d'élection |
| -------------------------------------------------------- | --------------- | --------------- |
| 1                                                        | Raynald Dion    | Sans opposition |
| 5                                                        | Jacinthe Goulet | Sans opposition |
| 6                                                        | André Fournier  | Sans opposition |
| Électeurs : n/a Votants : n/a Taux de participation: n/a |                 |                 |

### Irlande
| Poste/District                                            | Élu                 | Type d'élection |
| --------------------------------------------------------- | ------------------- | --------------- |
| Maire                                                     | Bruno Vézina        | Scrutin         |
| 1                                                         | Paul Demers         | Sans opposition |
| 2                                                         | Daniel Duplessis    | Sans opposition |
| 3                                                         | Gilbert Pelletier   | Scrutin         |
| 4                                                         | Christophe St-Amant | Sans opposition |
| 5                                                         | Julie Marcoux       | Sans opposition |
| 6                                                         | Michel Emond        | Sans opposition |
| Électeurs : 812 Votants : 400 Taux de participation: 49 % |                     |                 |

### L'Islet
| Poste/District                                                | Élu                  | Type d'élection |
| ------------------------------------------------------------- | -------------------- | --------------- |
| Maire                                                         | Jacques Bernier      | Scrutin         |
| 1                                                             | André Caron          | Sans opposition |
| 2                                                             | Pierre Fafard        | Sans opposition |
| 3                                                             | Germain Pelletier    | Scrutin         |
| 4                                                             | Fernand Poitras      | Scrutin         |
| 5                                                             | Hélène Gamache       | Scrutin         |
| 6                                                             | Jean Edmond Caouette | Scrutin         |
| Électeurs : 3 130 Votants : 1 318 Taux de participation: 42 % |                      |                 |

### La Durantaye
| Poste/District                                           | Élu               | Type d'élection |
| -------------------------------------------------------- | ----------------- | --------------- |
| 2                                                        | Jean-Yves Lacroix | Sans opposition |
| 4                                                        | Ernest Royer      | Sans opposition |
| 6                                                        | Yvon Dumont       | Sans opposition |
| Électeurs : n/a Votants : n/a Taux de participation: n/a |                   |                 |

### La Guadeloupe
| Poste/District                                           | Élu             | Type d'élection |
| -------------------------------------------------------- | --------------- | --------------- |
| 4                                                        | Paul Joly       | Sans opposition |
| 5                                                        | Ghislain Plante | Sans opposition |
| 6                                                        | Richard Fluet   | Sans opposition |
| Électeurs : n/a Votants : n/a Taux de participation: n/a |                 |                 |

### Lac-Poulin
| Poste/District                                           | Élu            | Type d'élection |
| -------------------------------------------------------- | -------------- | --------------- |
| 1                                                        | Denis Drouin   | Sans opposition |
| 4                                                        | André Rancourt | Sans opposition |
| 6                                                        | Martin Drouin  | Sans opposition |
| Électeurs : n/a Votants : n/a Taux de participation: n/a |                |                 |

### Leclercville
| Poste/District                                           | Élu               | Type d'élection |
| -------------------------------------------------------- | ----------------- | --------------- |
| Maire                                                    | Marcel Richard    | Sans opposition |
| 1                                                        | Madeleine Beaudet | Sans opposition |
| 2                                                        | Jean Beaudet      | Sans opposition |
| 3                                                        |                   | Vacant          |
| 4                                                        | Bruno Desrochers  | Sans opposition |
| 5                                                        | Daniel Lemay      | Sans opposition |
| 6                                                        | Denis Auger       | Sans opposition |
| Électeurs : n/a Votants : n/a Taux de participation: n/a |                   |                 |

### Notre-Dame-Auxiliatrice-de-Buckland
| Poste/District                                           | Élu               | Type d'élection |
| -------------------------------------------------------- | ----------------- | --------------- |
| 1                                                        | Jacques Labrecque | Sans opposition |
| 3                                                        | Daniel Laflamme   | Sans opposition |
| 4                                                        | Céline Corriveau  | Sans opposition |
| Électeurs : n/a Votants : n/a Taux de participation: n/a |                   |                 |

### Notre-Dame-des-Pins
| Poste/District                                           | Élu            | Type d'élection |
| -------------------------------------------------------- | -------------- | --------------- |
| 2                                                        | Marcel Busque  | Sans opposition |
| 4                                                        | Manon Quirion  | Sans opposition |
| 5                                                        | Valmont Vachon | Sans opposition |
| Électeurs : n/a Votants : n/a Taux de participation: n/a |                |                 |

### Notre-Dame-du-Rosaire
| Poste/District                                           | Élu                 | Type d'élection |
| -------------------------------------------------------- | ------------------- | --------------- |
| 1                                                        | Denis Fournier      | Sans opposition |
| 2                                                        | Léandre Côté        | Sans opposition |
| 3                                                        | Georgette Collin    | Sans opposition |
| 4                                                        | Marjolaine Turcotte | Sans opposition |
| 5                                                        | André Boulet        | Sans opposition |
| Électeurs : n/a Votants : n/a Taux de participation: n/a |                     |                 |

### Notre-Dame-du-Sacré-Cœur-d'Issoudun
| Poste/District                                           | Élu              | Type d'élection |
| -------------------------------------------------------- | ---------------- | --------------- |
| 1                                                        | Cyrille Brulé    | Sans opposition |
| 4                                                        | Marcel Dubois    | Sans opposition |
| 5                                                        | Raymond Mailloux | Sans opposition |
| Électeurs : n/a Votants : n/a Taux de participation: n/a |                  |                 |

### Sacré-Coeur-de-Jésus
| Poste/District                                           | Élu             | Type d'élection |
| -------------------------------------------------------- | --------------- | --------------- |
| 4                                                        | Éloi Goulet     | Sans opposition |
| 5                                                        | Julien Lachance | Sans opposition |
| 6                                                        | Linda Laplante  | Sans opposition |
| Électeurs : n/a Votants : n/a Taux de participation: n/a |                 |                 |

### Saint-Adrien-d'Irlande
| Poste/District                                            | Élu                 | Type d'élection |
| --------------------------------------------------------- | ------------------- | --------------- |
| Maire                                                     | Jonathan Leclair    | Scrutin         |
| 1                                                         | Rock Côté           | Scrutin         |
| 2                                                         | Marcel Guay         | Sans opposition |
| 3                                                         | Monique Gagnon      | Sans opposition |
| 4                                                         | Claude Turcotte     | Sans opposition |
| 5                                                         | Jean-Marie Rodrigue | Sans opposition |
| 6                                                         | Bruno Côté          | Scrutin         |
| Électeurs : 375 Votants : 284 Taux de participation: 76 % |                     |                 |

### Saint-Alfred
| Poste/District                                           | Élu               | Type d'élection |
| -------------------------------------------------------- | ----------------- | --------------- |
| 1                                                        | André Bourque     | Sans opposition |
| 4                                                        | Gilles Robitaille | Sans opposition |
| 6                                                        | Jacques Roy       | Sans opposition |
| Électeurs : n/a Votants : n/a Taux de participation: n/a |                   |                 |

### Saint-Antoine-de-l'Isle-aux-Grues
| Poste/District                                            | Élu               | Type d'élection |
| --------------------------------------------------------- | ----------------- | --------------- |
| Maire                                                     | Jacques-André Roy | Scrutin         |
| 1                                                         | Denis Boulanger   | Scrutin         |
| 2                                                         | Joël Bernier      | Scrutin         |
| 3                                                         | Christian Vinet   | Scrutin         |
| 4                                                         | Nancy Guichard    | Sans opposition |
| 5                                                         | Gaston Bernier    | Sans opposition |
| 6                                                         | Michel Rousseau   | Sans opposition |
| Électeurs : 204 Votants : 176 Taux de participation: 86 % |                   |                 |

### Saint-Antoine-de-Tilly
| Poste/District                                           | Élu                    | Type d'élection |
| -------------------------------------------------------- | ---------------------- | --------------- |
| 1                                                        | Marc-Antoine Dumais    | Sans opposition |
| 2                                                        | Marcel Bureau          | Sans opposition |
| 3                                                        | France Lessard-Lemelin | Sans opposition |
| 5                                                        | Paul-Yvon Dumais       | Sans opposition |
| Électeurs : n/a Votants : n/a Taux de participation: n/a |                        |                 |

### Saint-Benjamin
| Poste/District                                            | Élu           | Type d'élection |
| --------------------------------------------------------- | ------------- | --------------- |
| 1                                                         | Benoit Shink  | Sans opposition |
| 4                                                         | Sylvie Bolduc | Scrutin         |
| 6                                                         | Roger Caron   | Sans opposition |
| Électeurs : 768 Votants : 304 Taux de participation: 40 % |               |                 |

### Saint-Benoît-Labre
| Poste/District                                           | Élu             | Type d'élection |
| -------------------------------------------------------- | --------------- | --------------- |
| 1                                                        | Clermont Poulin | Sans opposition |
| 4                                                        | Marc Cloutier   | Sans opposition |
| 6                                                        | Marco Marois    | Sans opposition |
| Électeurs : n/a Votants : n/a Taux de participation: n/a |                 |                 |

### Saint-Bernard
| Poste/District                                              | Élu              | Type d'élection |
| ----------------------------------------------------------- | ---------------- | --------------- |
| 1                                                           | André Gagnon     | Sans opposition |
| 3                                                           | Gérard Maguire   | Sans opposition |
| 4                                                           | Rachelle Roussin | Scrutin         |
| Électeurs : 1 504 Votants : 578 Taux de participation: 38 % |                  |                 |

### Saint-Camille-de-Lellis
| Poste/District                                            | Élu                | Type d'élection |
| --------------------------------------------------------- | ------------------ | --------------- |
| Maire                                                     | Marcel Poulin      | Sans opposition |
| 1                                                         | Johanne Faucher    | Sans opposition |
| 2                                                         | Mario Laplante     | Sans opposition |
| 3                                                         | Richard Pouliot    | Scrutin         |
| 4                                                         | Steve Bussières    | Scrutin         |
| 5                                                         | Camille Lamontagne | Sans opposition |
| 6                                                         | Gabriel St-Pierre  | Sans opposition |
| Électeurs : 759 Votants : 236 Taux de participation: 31 % |                    |                 |

### Saint-Cyprien
| Poste/District                                           | Élu                       | Type d'élection |
| -------------------------------------------------------- | ------------------------- | --------------- |
| Maire                                                    | Michel Bernard            | Sans opposition |
| 1                                                        | Gilles Audet              | Sans opposition |
| 2                                                        | Jean Gilbert              | Sans opposition |
| 3                                                        | Patrick Gilbert           | Sans opposition |
| 4                                                        | Charles-Stéphane Therrien | Sans opposition |
| 5                                                        | Marielle Rodrigue         | Sans opposition |
| 6                                                        | Chantal Rodrigue          | Sans opposition |
| Électeurs : n/a Votants : n/a Taux de participation: n/a |                           |                 |

### Saint-Cyrille-de-Lessard
| Poste/District                                           | Élu                | Type d'élection |
| -------------------------------------------------------- | ------------------ | --------------- |
| Maire                                                    | Luc Caron          | Sans opposition |
| 1                                                        | Claude Dubé        | Sans opposition |
| 2                                                        | Serge Guimond      | Sans opposition |
| 3                                                        | Raynald Duchesneau | Sans opposition |
| 4                                                        | Roger Lapierre     | Sans opposition |
| 5                                                        | Nelson Cloutier    | Sans opposition |
| 6                                                        | Emmanuel Cloutier  | Sans opposition |
| Électeurs : n/a Votants : n/a Taux de participation: n/a |                    |                 |

### Saint-Damase-de-L'Islet
| Poste/District                                           | Élu                 | Type d'élection |
| -------------------------------------------------------- | ------------------- | --------------- |
| 2                                                        | Luc Pelletier       | Sans opposition |
| 4                                                        | France Bélanger     | Sans opposition |
| 5                                                        | Priscille Pelletier | Sans opposition |
| Électeurs : n/a Votants : n/a Taux de participation: n/a |                     |                 |

### Saint-Damien-de-Buckland
| Poste/District                                           | Élu              | Type d'élection |
| -------------------------------------------------------- | ---------------- | --------------- |
| 1                                                        | Pauline Mercier  | Sans opposition |
| 5                                                        | Gaétan Labrecque | Sans opposition |
| 6                                                        | Jean-Noël Jobin  | Sans opposition |
| Électeurs : n/a Votants : n/a Taux de participation: n/a |                  |                 |

### Saint-Édouard-de-Lotbinière
| Poste/District                                           | Élu           | Type d'élection |
| -------------------------------------------------------- | ------------- | --------------- |
| 2                                                        | Gaston Lemay  | Sans opposition |
| 5                                                        | André Poulin  | Sans opposition |
| 6                                                        | Marco Leclerc | Sans opposition |
| Électeurs : n/a Votants : n/a Taux de participation: n/a |               |                 |

### Saint-Évariste-de-Forsyth
| Poste/District                                           | Élu            | Type d'élection |
| -------------------------------------------------------- | -------------- | --------------- |
| 2                                                        | Germain Paquet | Sans opposition |
| 3                                                        | Carole Rouleau | Sans opposition |
| 4                                                        | Gaétan Bégin   | Sans opposition |
| 5                                                        | Joel Jacques   | Sans opposition |
| Électeurs : n/a Votants : n/a Taux de participation: n/a |                |                 |

### Saint-Fabien-de-Panet
| Poste/District                                           | Élu                 | Type d'élection |
| -------------------------------------------------------- | ------------------- | --------------- |
| Maire                                                    | Pierre Thibaudeau   | Sans opposition |
| 1                                                        | Steve Guimont       | Sans opposition |
| 2                                                        | Jean-Guy Grégoire   | Sans opposition |
| 3                                                        | Marilyn Francoeur   | Sans opposition |
| 4                                                        | Danielle Imbeault   | Sans opposition |
| 5                                                        | Jeannine L.-Mercier | Sans opposition |
| 6                                                        | Nancy Bilodeau      | Sans opposition |
| Électeurs : n/a Votants : n/a Taux de participation: n/a |                     |                 |

### Saint-Flavien
| Poste/District                                              | Élu                | Type d'élection |
| ----------------------------------------------------------- | ------------------ | --------------- |
| Maire                                                       | Daniel Gingras     | Scrutin         |
| 1                                                           | Daniel Gilbert     | Sans opposition |
| 2                                                           | Sophie Roy         | Sans opposition |
| 3                                                           | France Nadeau      | Sans opposition |
| 4                                                           | Marc-André Boucher | Scrutin         |
| 5                                                           | Normand Côté       | Scrutin         |
| 6                                                           | Gabriel Turgeon    | Sans opposition |
| Électeurs : 1 081 Votants : 467 Taux de participation: 43 % |                    |                 |

### Saint-Fortunat
| Poste/District                                            | Élu              | Type d'élection |
| --------------------------------------------------------- | ---------------- | --------------- |
| Maire                                                     | Réjean Fortier   | Sans opposition |
| 1                                                         | Rosaire Dubé     | Sans opposition |
| 2                                                         | Denis Fortier    | Sans opposition |
| 3                                                         | Yvon Dallaire    | Scrutin         |
| 4                                                         | Normand Girard   | Scrutin         |
| 5                                                         | Réal Marcoux     | Sans opposition |
| 6                                                         | Stéphane Roberge | Sans opposition |
| Électeurs : 255 Votants : 177 Taux de participation: 69 % |                  |                 |

### Saint-Gervais
| Poste/District                                              | Élu               | Type d'élection |
| ----------------------------------------------------------- | ----------------- | --------------- |
| 4                                                           | Benoit Godbout    | Sans opposition |
| 5                                                           | Marc Asselin      | Scrutin         |
| 6                                                           | Christian Lemieux | Sans opposition |
| Électeurs : 1 578 Votants : 460 Taux de participation: 29 % |                   |                 |

### Saint-Gilles
| Poste/District                                              | Élu            | Type d'élection |
| ----------------------------------------------------------- | -------------- | --------------- |
| 1                                                           | Conrad Routier | Sans opposition |
| 2                                                           | Dany Aubert    | Scrutin         |
| 4                                                           | Carole Dubois  | Sans opposition |
| Électeurs : 1 474 Votants : 482 Taux de participation: 33 % |                |                 |

### Saint-Hilaire-de-Dorset
| Poste/District                                           | Élu             | Type d'élection |
| -------------------------------------------------------- | --------------- | --------------- |
| 1                                                        | Lionel Jacques  | Sans opposition |
| 3                                                        | Carole Beaudoin | Sans opposition |
| 4                                                        | Roger Fillion   | Sans opposition |
| Électeurs : n/a Votants : n/a Taux de participation: n/a |                 |                 |

### Saint-Honoré-de-Shenley
| Poste/District                                              | Élu              | Type d'élection |
| ----------------------------------------------------------- | ---------------- | --------------- |
| Maire                                                       | Hélène Poirier   | Scrutin         |
| 1                                                           | Luc Poulin       | Scrutin         |
| 2                                                           | Gaétan Pelchat   | Sans opposition |
| 3                                                           | Nicole Houde     | Sans opposition |
| 4                                                           | André Champagne  | Sans opposition |
| 5                                                           | Denis Champagne  | Sans opposition |
| 6                                                           | François Carrier | Sans opposition |
| Électeurs : 1 299 Votants : 845 Taux de participation: 65 % |                  |                 |

### Saint-Jacques-de-Leeds
| Poste/District                                            | Élu             | Type d'élection |
| --------------------------------------------------------- | --------------- | --------------- |
| 2                                                         | Jacques Bolduc  | scrutin         |
| 3                                                         | Michel Paré     | Scrutin         |
| 6                                                         | Philippe Chabot | Scrutin         |
| Électeurs : 612 Votants : 432 Taux de participation: 71 % |                 |                 |

### Saint-Janvier-de-Joly
| Poste/District                                           | Élu             | Type d'élection |
| -------------------------------------------------------- | --------------- | --------------- |
| 4                                                        | Réal Lavernière | Sans opposition |
| 5                                                        | Tanya Lévesque  | Sans opposition |
| 6                                                        | Roland Lecours  | Sans opposition |
| Électeurs : n/a Votants : n/a Taux de participation: n/a |                 |                 |

### Saint-Joseph-des-Érables
| Poste/District                                           | Élu                | Type d'élection |
| -------------------------------------------------------- | ------------------ | --------------- |
| 2                                                        | Simon Jacques      | Sans opposition |
| 3                                                        | Paul Doyon         | Sans opposition |
| 4                                                        | Jean-Louis Grondin | Sans opposition |
| Électeurs : n/a Votants : n/a Taux de participation: n/a |                    |                 |

### Saint-Jules
| Poste/District                                           | Élu             | Type d'élection |
| -------------------------------------------------------- | --------------- | --------------- |
| Maire                                                    | Ghyslaine Doyon | Sans opposition |
| 1                                                        | Étienne Cliche  | Sans opposition |
| 2                                                        | Marcel Paré     | Sans opposition |
| 3                                                        | Yves Jacques    | Sans opposition |
| 6                                                        | Michel Tardif   | Sans opposition |
| Électeurs : n/a Votants : n/a Taux de participation: n/a |                 |                 |

### Saint-Lazare-de-Bellechasse
| Poste/District                                              | Élu                | Type d'élection |
| ----------------------------------------------------------- | ------------------ | --------------- |
| Maire                                                       | Fernand Labbé      | Scrutin         |
| 1                                                           | Martial Labonté    | Scrutin         |
| 2                                                           | Yvon Morin         | Sans opposition |
| 3                                                           | Michèle Lemelin    | Sans opposition |
| 4                                                           | Hélène Bourbonnais | Sans opposition |
| 5                                                           | Simon Goupil       | Sans opposition |
| 6                                                           | Alain Chabot       | Sans opposition |
| Électeurs : 1 001 Votants : 524 Taux de participation: 52 % |                    |                 |

### Saint-Luc-de-Bellechasse
| Poste/District                                            | Élu               | Type d'élection |
| --------------------------------------------------------- | ----------------- | --------------- |
| 1                                                         | Jean-Yves Lacasse | Scrutin         |
| 2                                                         | Carole Couture    | Sans opposition |
| 3                                                         | Sylvie Rondeau    | Scrutin         |
| Électeurs : 445 Votants : 173 Taux de participation: 39 % |                   |                 |

### Saint-Magloire
| Poste/District                                            | Élu              | Type d'élection |
| --------------------------------------------------------- | ---------------- | --------------- |
| 1                                                         | Marielle Lemieux | Sans opposition |
| 2                                                         | Jimmy Blais      | Scrutin         |
| 6                                                         | Régent Théberge  | Sans opposition |
| Électeurs : 690 Votants : 203 Taux de participation: 29 % |                  |                 |

### Saint-Malachie
| Poste/District                                           | Élu             | Type d'élection |
| -------------------------------------------------------- | --------------- | --------------- |
| 1                                                        | Timmy Quigley   | Sans opposition |
| 2                                                        | Odette Lapointe | Sans opposition |
| 6                                                        | Raymond Aubé    | Sans opposition |
| Électeurs : n/a Votants : n/a Taux de participation: n/a |                 |                 |

### Saint-Marcel
| Poste/District                                           | Élu                  | Type d'élection |
| -------------------------------------------------------- | -------------------- | --------------- |
| Maire                                                    | Clément Bernier      | Sans opposition |
| 1                                                        | Marcel Bélanger      | Sans opposition |
| 2                                                        | France Pelletier     | Sans opposition |
| 3                                                        | Bertrand Bélanger    | Sans opposition |
| 4                                                        | Madeleine Létourneau | Sans opposition |
| 5                                                        |                      | Vacant          |
| 6                                                        |                      | Vacan           |
| Électeurs : n/a Votants : n/a Taux de participation: n/a |                      |                 |

### Saint-Martin
| Poste/District                                              | Élu                 | Type d'élection |
| ----------------------------------------------------------- | ------------------- | --------------- |
| 1                                                           | Julien Roy          | Scrutin         |
| 2                                                           | Normand Thériault   | Sans opposition |
| 3                                                           | Jean-Pierre Gingras | Scrutin         |
| Électeurs : 2 044 Votants : 606 Taux de participation: 30 % |                     |                 |

### Saint-Michel-de-Bellechasse
| Poste/District                                              | Élu            | Type d'élection |
| ----------------------------------------------------------- | -------------- | --------------- |
| 3                                                           | Gemma Gauthier | Sans opposition |
| 4                                                           | Gilles Vézina  | Sans opposition |
| 5                                                           | Gilles Lemay   | Scrutin         |
| 6                                                           | Laurent Poiré  | Scrutin         |
| Électeurs : 1 456 Votants : 476 Taux de participation: 33 % |                |                 |

### Saint-Nazaire-de-Dorchester
| Poste/District                                           | Élu                     | Type d'élection |
| -------------------------------------------------------- | ----------------------- | --------------- |
| Maire                                                    | Ghyslaine Côté-Bélanger | Sans opposition |
| 1                                                        | Stéphane Turgeon        | Sans opposition |
| 2                                                        | Sylvie Leclerc          | Sans opposition |
| 3                                                        | Odilon Fillion          | Sans opposition |
| 4                                                        | Gaétan Fillion          | Sans opposition |
| 5                                                        | Fidel Fillion           | Sans opposition |
| 6                                                        | François Bruneau        | Sans opposition |
| Électeurs : n/a Votants : n/a Taux de participation: n/a |                         |                 |

### Saint-Odilon-de-Cranbourne
| Poste/District                                              | Élu             | Type d'élection |
| ----------------------------------------------------------- | --------------- | --------------- |
| 4                                                           | Fernande Maheux | Sans opposition |
| 5                                                           | Charles Drouin  | Scrutin         |
| 6                                                           | Patrice Giguère | Sans opposition |
| Électeurs : 1 147 Votants : 489 Taux de participation: 43 % |                 |                 |

### Saint-Paul-de-Montminy
| Poste/District                                            | Élu              | Type d'élection |
| --------------------------------------------------------- | ---------------- | --------------- |
| 1                                                         | Yves Gagné       | Scrutin         |
| 3                                                         | Christian Nadeau | Sans opposition |
| 5                                                         | Diane Deschenes  | Sans opposition |
| Électeurs : 793 Votants : 317 Taux de participation: 40 % |                  |                 |

### Saint-Philibert
| Poste/District                                           | Élu              | Type d'élection |
| -------------------------------------------------------- | ---------------- | --------------- |
| 1                                                        | Nicolas Simard   | Sans opposition |
| 3                                                        | Marc Domingue    | Sans opposition |
| 4                                                        | Steeve Pomerleau | Sans opposition |
| Électeurs : n/a Votants : n/a Taux de participation: n/a |                  |                 |

### Saint-Pierre-de-la-Rivière-du-Sud
| Poste/District                                           | Élu             | Type d'élection |
| -------------------------------------------------------- | --------------- | --------------- |
| 1                                                        | Alain Fortier   | Sans opposition |
| 2                                                        | Daniel Samson   | Sans opposition |
| 3                                                        | Claude Cloutier | Sans opposition |
| 5                                                        | Claude Fiset    | Sans opposition |
| Électeurs : n/a Votants : n/a Taux de participation: n/a |                 |                 |

### Saint-René
| Poste/District                                           | Élu              | Type d'élection |
| -------------------------------------------------------- | ---------------- | --------------- |
| 3                                                        | Claude Giguère   | Sans opposition |
| 5                                                        | Françoise Poulin | Sans opposition |
| 6                                                        | Marieve Lagrange | Sans opposition |
| Électeurs : n/a Votants : n/a Taux de participation: n/a |                  |                 |

### Saint-Théophile
| Poste/District                                            | Élu            | Type d'élection |
| --------------------------------------------------------- | -------------- | --------------- |
| 1                                                         | Roland Boucher | Scrutin         |
| 2                                                         | André Poulin   | Scrutin         |
| 3                                                         | Denis Fortier  | Sans opposition |
| Électeurs : 650 Votants : 213 Taux de participation: 33 % |                |                 |

### Sainte-Apolline-de-Patton
| Poste/District                                           | Élu             | Type d'élection |
| -------------------------------------------------------- | --------------- | --------------- |
| 2                                                        | Mario Gagné     | Sans opposition |
| 5                                                        | Réjean Guimont  | Sans opposition |
| 6                                                        | Sylvain Tanguay | Sans opposition |
| Électeurs : n/a Votants : n/a Taux de participation: n/a |                 |                 |

### Sainte-Aurélie
| Poste/District                                           | Élu                 | Type d'élection |
| -------------------------------------------------------- | ------------------- | --------------- |
| 1                                                        | Julie Bélanger      | Sans opposition |
| 2                                                        | Noella Vaillancourt | Sans opposition |
| 6                                                        | Hugo Bélanger       | Sans opposition |
| Électeurs : n/a Votants : n/a Taux de participation: n/a |                     |                 |

### Sainte-Félicité
| Poste/District                                           | Élu                | Type d'élection |
| -------------------------------------------------------- | ------------------ | --------------- |
| Maire                                                    | Sylvain Gagnon     | Sans opposition |
| 1                                                        | Guy Bernier        | Sans opposition |
| 2                                                        | Hilaire Dubé       | Sans opposition |
| 3                                                        | Alphé St-Pierre    | Sans opposition |
| 5                                                        | Guylaine Chouinard | Sans opposition |
| Électeurs : n/a Votants : n/a Taux de participation: n/a |                    |                 |

### Sainte-Hénédine
| Poste/District                                           | Élu               | Type d'élection |
| -------------------------------------------------------- | ----------------- | --------------- |
| 1                                                        | Michel Gagnon     | Sans opposition |
| 3                                                        | Louise Thériault  | Sans opposition |
| 6                                                        | Sylvain Regimbald | Sans opposition |
| Électeurs : n/a Votants : n/a Taux de participation: n/a |                   |                 |

### Sainte-Louise
| Poste/District                                            | Élu               | Type d'élection |
| --------------------------------------------------------- | ----------------- | --------------- |
| Maire                                                     | Denys Bélanger    | Sans opposition |
| 1                                                         | Normand Dubé      | Sans opposition |
| 2                                                         | René Castonguay   | Sans opposition |
| 3                                                         | André Vézina      | Sans opposition |
| 4                                                         | Marc-André Dufour | Sans opposition |
| 5                                                         | Pierre Lizotte    | Sans opposition |
| 6                                                         | Alain Bois        | Scrutin         |
| Électeurs : 697 Votants : 311 Taux de participation: 45 % |                   |                 |

### Sainte-Perpétue
| Poste/District                                              | Élu                    | Type d'élection |
| ----------------------------------------------------------- | ---------------------- | --------------- |
| 1                                                           | André Daigle           | Scrutin         |
| 3                                                           | Céline Avoine Cloutier | Scrutin         |
| 6                                                           | Marc-André Chouinard   | Scrutin         |
| Électeurs : 1 614 Votants : 745 Taux de participation: 46 % |                        |                 |

### Sainte-Praxède
| Poste/District                                           | Élu               | Type d'élection |
| -------------------------------------------------------- | ----------------- | --------------- |
| 2                                                        | Jean-Marie Lemire | Sans opposition |
| 3                                                        | Lise Gosselin     | Sans opposition |
| 5                                                        | Gilles Deshaies   | Sans opposition |
| 6                                                        | Gaétan Lapointe   | Sans opposition |
| Électeurs : n/a Votants : n/a Taux de participation: n/a |                   |                 |

### Saints-Anges
| Poste/District                                           | Élu             | Type d'élection |
| -------------------------------------------------------- | --------------- | --------------- |
| 1                                                        | Maurice Groleau | Sans opposition |
| 4                                                        | Claude Turmel   | Sans opposition |
| 6                                                        | Rodrigue Boily  | Sans opposition |
| Électeurs : n/a Votants : n/a Taux de participation: n/a |                 |                 |

### Tring-Jonction
| Poste/District                                           | Élu             | Type d'élection |
| -------------------------------------------------------- | --------------- | --------------- |
| 2                                                        | Michel Cliche   | Sans opposition |
| 4                                                        | Marquis Lessard | Sans opposition |
| 5                                                        | Rosaire Turmel  | Sans opposition |
| Électeurs : n/a Votants : n/a Taux de participation: n/a |                 |                 |

### Val-Alain
| Poste/District                                           | Élu                   | Type d'élection |
| -------------------------------------------------------- | --------------------- | --------------- |
| 1                                                        | Richard Paquette      | Sans opposition |
| 2                                                        | Roland Brière         | Sans opposition |
| 6                                                        | Gladys Branch Laroche | Sans opposition |
| Électeurs : n/a Votants : n/a Taux de participation: n/a |                       |                 |